# Blanche de France (1282-1305)
Pour les articles homonymes, voir Blanche de France.
Blanche de France, née vers 1278/1282 à Paris et morte le 1er mars 1305 à Vienne est une princesse capétienne, fille du roi Philippe III le Hardi. Elle fut duchesse d'Autriche par son mariage avec Rodolphe III de Habsbourg en 1300.

## Famille
Blanche est une fille du roi Philippe III de France (1245-1285) et de sa seconde épouse Marie de Brabant (1254-1321), fille du duc Henri III. Elle est la sœur du comte Louis d'Évreux et de Marguerite de France, reine consort d'Angleterre de 1299 à 1307. Elle a deux demi-frères aînés, issus du premier mariage de son père avec Isabelle d'Aragon (1247-1271) : Philippe IV le Bel, roi de France depuis 1285, et le comte Charles de Valois.
Par son deuxième mariage, Philippe III avait créé des remous dans la famille royale. Soutenue par l'oncle du roi, Charles d'Anjou, Marie de Brabant cherchait à se maintenir face à la reine mère Marguerite de Provence et le grand chambellan Pierre de La Brosse. À la suite de la mort de son père au retour de la croisade d'Aragon en 1285, Philippe IV fut couronné roi à la cathédrale Notre-Dame de Reims le 6 janvier 1286 ; il a su terminer les luttes intestines et se mit avec force à instituer la France en tant qu'une grande puissance européenne.

## Fiançailles et mariage

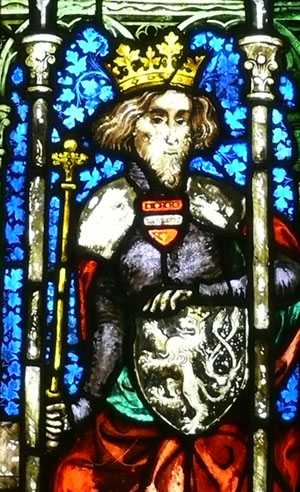
Rodolphe de Habsbourg, mari de Blanche de France.

Avant son mariage, Blanche a été fiancée à plusieurs reprises (à des fins politiques) par son frère le roi Philippe IV. Elle est ainsi promise notamment au prince de Galles, puis en 1293 au père de celui-ci, le roi Édouard Ier d'Angleterre. Mais les négociations n'aboutissent pas et, en 1299, Édouard Ier épouse finalement Marguerite, la sœur de Blanche.
En matière de relations avec le Saint-Empire, la position de la France est devenue après l'extinction de la maison de Hohenstaufen et le Grand Interrègne encore plus forte. Déjà en 1273, Philippe III était un candidat à l'élection du roi des Romains qu'il a néanmoins perdue contre Rodolphe Ier de Habsbourg. Par sa politique rigoureuse en Flandre, son fils Philippe IV est entré en conflit avec le roi germanique Adolphe de Nassau qui a soutenu l'aspiration du comte Gui de Dampierre à l'autonomie. Après la mort d'Adolphe en 1298, les relations avec son successeur Albert Ier de Habsbourg se sont améliorées. Lors de deux réunions qui se sont tenues en Lorraine en décembre 1298 et en avril de l'année suivante, les deux souverains ont discuté des questions frontalières concernant le Barrois mouvant à l'ouest de la Meuse et le comté de Bourgogne.
Durant la période suivante, Philippe IV arrange le mariage de sa demi-sœur Blanche avec le fils aîné d'Albert Ier, Rodolphe III de Habsbourg, alliance prestigieuse et expression des ambitions d'Albert de relier plus étroitement le Saint-Empire à la France. Les cérémonies nuptiales ont eu lieu à Pentecôte, le 25 mai 1300. À Noël, la fiancée fait son entrée dans la ville de Vienne en Autriche avec la plus grande pompe. Albert avait adopté une résolution selon laquelle les descendants de Rodolphe et Blanche devraient être seuls héritiers des territoires des Habsbourg ; toutefois, les deux enfants du couple sont morts en bas âge. Blanche a su seconder son mari, notamment par sa présence au duché de Styrie, le second pays des Habsbourg.
Blanche de France meurt en 1305, elle est inhumée dans la crypte de l'église des Minimes (Minoritenkirche) à Vienne. Rodolphe III se remarie l'année suivante avec Élizabeth Ryksa, héritière des trônes de Bohême et de Pologne ; il meurt dans la lutte contre des insurgés le 4 juillet 1307 près de Horažďovice après avoir porté durant un an le titre de roi de Bohême.